# Florian Kajamini
Florian Samuel Kajamini (* 28. Februar 2003 in Bologna) ist ein italienischer Radrennfahrer.

## Sportlicher Werdegang
Zur Saison 2022 wurde Kajamini mit dem Wechsel in die U23 Mitglied im Team Colpack Ballan. Nachdem er 2022 ohne nennenswerte Ergebnisse geblieben war, stand er bei der Ruota d’Oro 2023 erstmals auf dem Podium bei einem internationalen Rennen. Seine ersten beiden Siege erzielte er 2024 innerhalb von einer Woche bei der Trofeo Città di San Vendemiano und beim Giro della Provincia di Biella. Den Giro Next Gen, eines der wichtigsten Rennen in der U23, beendete er mit drei Etappenplatzierungen unter den Top 10 als Siebter der Gesamtwertung. Die Tour de l’Avenir, die zweite bedeutende Rundfahrt in der U23, beendete er mit einem Etappenerfolg und dem fünften Platz in der Gesamtwertung.
Zur Saison 2025 erhielt Kajamini einen Vertrag beim UCI WorldTeam Astana Qazaqstan.

## Erfolge
2024
- Giro della Provincia di Biella
- Trofeo Città di San Vendemiano
- eine Etappe Tour de l’Avenir